# توماس كوك (سياسي)
توماس كوك (بالإنجليزية: Thomas Cook)‏ هو سياسي بريطاني (وحمل سابقاً جنسية المملكة المتحدة لبريطانيا العظمى وأيرلندا)، ولد في 12 يونيو 1902، وتوفي في 12 أغسطس 1970. حزبياً، نشط في حزب المحافظين. في الانتخابات العامة في المملكة المتحدة 1931 ‏، انتخب عضو برلمان المملكة المتحدة الـ36 عن دائرة نورفولك الشمالية (27 أكتوبر 1931 – 25 أكتوبر 1935) وفي الانتخابات العامة في المملكة المتحدة 1935 ‏، انتخب عضو برلمان المملكة المتحدة الـ37 عن دائرة نورفولك الشمالية (14 نوفمبر 1935 – 15 يونيو 1945).